# Sílvia Vilarrasa i Cunillé
Sílvia Vilarrasa i Cunillé   (segle XX) és una actriu i cantant catalana. Ha posat veu habitualment a actrius com Diane Keaton (per exemple, a Annie Hall i Misteriós assassinat a Manhattan), Jodie Foster (a El silenci dels anyells), Meg Ryan (Quan en Harry va trobar la Sally) i Geena Davis (Beetlejuice).
El 1984 va tenir lloc la seva primera convocatòria de doblatge d'ambients. La primera pel·lícula on va doblar un paper protagonista va ser a Lolita. Va participar en el doblatge en català de Star Wars episodi IV: Una nova esperança, en el paper de la princesa Leia Organa interpretat per Carrie Fisher, de Golfus de Roma en el paper de Philia (Annette Andre), de Somriures i llàgrimes fent de Maria von Trapp (Julie Andrews). També ha doblat Maureen O'Sullivan amb el paper de Jane a les pel·lícules de Tarzan de la dècada del 1930. A més, ha posat la veu a Elizabeth Taylor (per exemple, a La gata sobre la teulada de zinc), a Melanie Griffith (a Bojos a Alabama), a Kim Novak (Pícnic) i a Barbra Streisand (Yentl), així com a Romy Schneider i Mia Farrow. Ha doblat personatges d'anime com la Sumiko Kobayashi del Detectiu Conan o l'Akio d'El viatge de Chihiro.
A banda del doblatge, és la veu de Renfe i ha fet diferents papers en pel·lícules com Fènix 11·23, sèries de televisió com El cor de la ciutat, obres de teatre i musicals. Com a cantant, des de 2007 forma part del grup Sílvia & Foly, un duet de bossa nova, música brasilera i jazz. Fora de la interpretació, és assessora en aromateràpia i olis essencials, i té un pòdcast sobre aquesta qüestió.
El seu avi va ser l'actor de teatre, cantant i comediant sabadellenc Jaume Cunillé i Tintó. Els seus pares van ser els també actors Teresa Cunillé i Rovira i Domènec Vilarrasa i Pérez. És mare de la també actriu de doblatge i cantant Carla Mercader.
També posa la veu a la megafonia dels trens de Rodalies de Catalunya.